# Lagoa dos Patos (lagun)
Lagoa dos Patos är en lagun i delstaten Rio Grande do Sul i södra Brasilien.  Det är Brasiliens största lagun och Sydamerikas näst största. Den upptar en area på 10 100 km², är 290 km lång och 64 km bred på bredaste stället. En stor sanddyn skiljer Lagoa dos Patos från Atlanten. Sanddynen är 32 km bred i norr och smalnar mot söder. I söder finns också Lagoa dos Patos utlopp i Atlanten, Rio Grande. På grund av tidvattnets rörelse strömmar regelbundet salt havsvatten in i lagunen och gör vattnet bräckt.